# Jatka č. 5

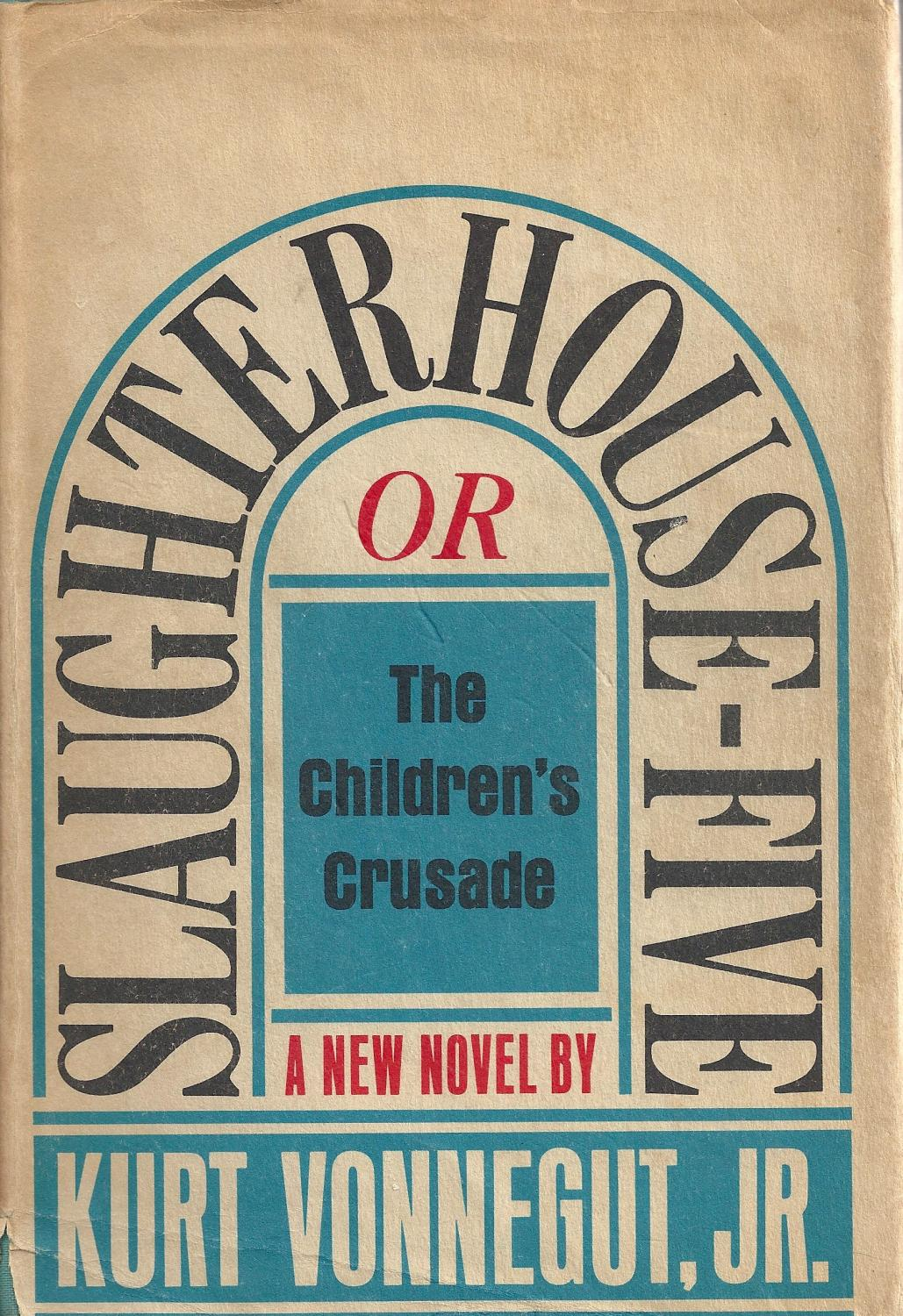

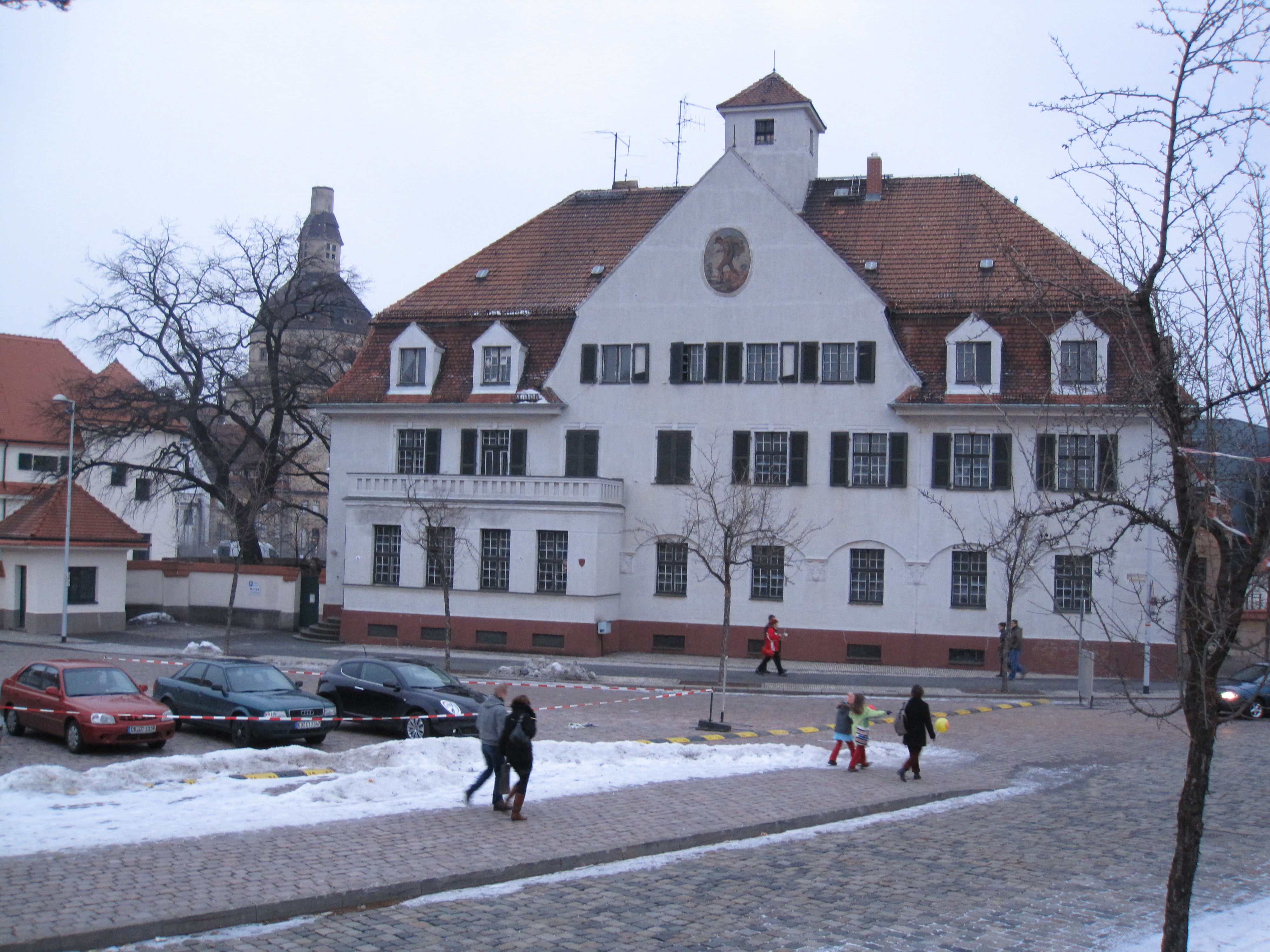
Drážďanská jatka. Budova s označením 5, kde přečkal Vonnegut i Pilgrim zničení města, je v popředí

Jatka č. 5, aneb Křížová výprava dětí – povinný tanec se smrtí (Slaughterhouse-Five, or The Children's Crusade: A Duty-Dance with Death) je vědeckofantastický, autobiografický román amerického spisovatele Kurta Vonneguta jr. z roku 1969. Vypráví o zkušenostech z 2. světové války a cestování v čase amerického vojáka Billyho Pilgrima.

## Děj
Kniha má několik dějových linií. V jedné z nich je vyprávěn příběh amerického vojáka Billyho Pilgrima, jehož pluk chvíli potom, co se k němu připojí, je rozmetán Němci v bitvě v Ardenách. Billy přežije a prchne do lesů, kde je zajat a odvezen do zajateckého tábora. Z něj je dovezen do Drážďan, kde bydlí v budově č. 5 místních jatek. Zajatci i německé stráže se schovají v hlubokém sklepení, kde přečkají zničení města.
Billy „pendluje v čase“ a zažívá události z minulosti i budoucnosti mimo chronologické pořadí, některé i opakovaně. Je unesen mimozemšťany z Tralfamadoru. Tam je vystavován spolu s pornoherečkou Montanou Wildhackovou, která mu dělá družku. Tralfamadořané, kteří žijí ve čtyřech rozměrech, už viděli celý svůj život a nemohou z něj nic měnit, mohou si ale vybrat, který okamžik chtějí právě prožívat. Pilgrim je přesvědčen o pravdivosti jejich teorií.
Jak Billy cestuje, nebo věří, že cestuje, v čase vpřed i zpět, prožívá znova různé události ve svém životě, skutečné i fantaskní. Tráví čas na Tralfamadoru, v Drážďanech, ve válce, kráčející ve sněhu před svým zajetím, ve svém konformním životu v 50. letech, nakonec je zabit Paulem Lazzarem.
Tato vražda je důsledek několika událostí z konce války. Na útěku Billy potkal Rolanda Wearyho. Po zajetí Wearymu Němci sebrali všechno, včetně bot, kvůli čemuž dostal gangrénu, na kterou i zemřel. Na smrtelné posteli přesvědčí Lazzara, že za jeho smrt může Billy, a proto Lazzaro Wearymu slíbí, že ho pomstí.
Billy díky cestování časem ví, kdy a kde bude zabit, a je s tím smířen. Je střelen laserovou pistolí po svém projevu o létajících talířích a pravé povaze času před velkým publikem v Chicagu v rozdělených Spojených státech v pátek 13. února 1976 (v době psaní románu budoucí datum).

## Postavy
Vypravěč
Vedlejší postava, která se objevuje na více místech. Román začíná příběhem, kde vysvětluje svoji spojitost s bombardováním Drážďan a důvody pro sepsání knihy.
Billy Pilgrim
Optik z Ilium v New Yorku a pobočník vojenského kaplana, který náhodně pendluje v čase. Byl unesen mimozemskou civilizací Tralfamadořanů, kteří žijí ve čtyřech rozměrech. Ve válce je zajat v Drážďanech, což mělo trvalý dopad na jeho pozdější život. V cestách časem prožívá různé události ze své minulosti i budoucnosti a z čehož se stane fatalistický, protože i viděl kdy, kde, jak a proč zemře.
Roland Weary
Americký voják který se společně s Pilgrimem schovává v lese kde mu několikrát zachrání život (i přes Billyho protesty). Je posedlý násilím, a když umíral v transportu zajatců požadoval smrt Billyho Pilgrima.
Paul Lazzaro
Americký voják. Drobný skrček, a nejenže měl prožrané kosti a zuby, odpor vzbuzovala i jeho pleť. Lazzaro měl celé tělo puntíkované jizvami o velikosti centu. Míval kdysi spousty nežitů. Zloděj aut z Cicera v Illinois. Říkal, že dá zabít kohokoliv za tisíc dolarů a cestovní výlohy. Když Weary umíral, Lazzaro mu slíbil, že se postará, aby Billy Pilgrim tvrdě pykal.
Kilgore Trout
Kilgore Trout píše sci-fi a komanduje kameloty v Ilium, v New Yorku. Za svou kariéru dostal jediný dopis od čtenáře. Kilgore je také hlavní hrdina Snídaně šampiónů, jiné Vonnegutovy knihy
Edgar Derby
Středoškolský učitel, který je také zajat a po bombardování popraven za rabování, když byl přistižen s čajovou konvicí v ruce. Přestože jeho smrt není v románu důležitou událostí, podle Vonneguta je to vyvrcholení celé knihy. Byl jediný kdo se postavil Howardu Campbellovi a bránil americké ideály
Howard W. Campbell, Jr.
Americký nacista, který byl před válkou proslulým dramatikem a později dosáhl vysokého postavení na ministerstvu propagandy. Objevuje se i v dřívější knize Matka Noc kde je popsáno, že ve skutečnosti pracoval proti Německu.
Valencia Merblová
V originálu Valencia Merble. Obézní manželka Billyho, matka jeho dvou dětí (Robert a Barbara). Otrávila se oxidem uhelnatým v autě na cestě do nemocnice, kde ležel Billy po letecké havárii.
Robert Pilgrim
Syn Billyho a Valencie. Byl problémové dítě, na střední škole několikrát propadl, byl zatčen za rozvracení náhrobních kamenů atp. Potom se polepšil, vstoupil do zelených baretů a bojoval v vietnamské válce.
Barbara Pilgrim
Dcera Billyho a Valencie. Byla to poměrně hezká dívka, až na to, že měla nohy jako velký edwardiánský klavír. Vzala si jiného optika a považovala se za hlavu rodiny, což z ní udělalo hašteřivou satórii. Přes svůj věk (21 let) měla mnoho starostí o chod rodiny a také se starala o Billyho, kterého považovala za senilního.
Tralfamadořané
V originále Tralfamadorians jsou mimozemskou rasou, která je v knize popsána takto: (Překlad Jaroslav Kořán)
Jsou šedesát centimetrů vysocí, zelení, a podobají se instalatérským zvonům. Sacími kalichy spočívají na zemi a jejich držadla, která jsou mimořádně pružná, trčí obvykle k nebi. Každé držadlo je nahoře zakončeno ručičkou se zeleným okem v dlani. Chovají se přátelsky a vidí ve čtyřech rozměrech. Litují Pozemšťany, že jsou schopni vidět pouze ve třech. Pozemšťané by se od nich mohli poučit o mnoha úžasných věcech, obzvláště co se času týče.

Tralfamadořané unesou Billyho a poučí ho o čtvrtém rozměru, osudu, pravé povaze času, létajících talířích a zanedbatelnosti smrti. Také Billymu prozradí, že vesmír bude zničen „při zkouškách nového paliva pro naše létající talíře. Jeden tralfamadorský zkušební pilot tiskne tlačítko startéru a celý vesmír náhle mizí. Tak to chodí.“ Tralfamadořané se objevují i v dalších Vonnegutových románech.
Montana Wildhacková
V originále Montana Wildhack je pornoherečka, jejíž záběry Billy viděl v knihkupectví, když si tam byl koupit knihy od Kilgora Trouta. Byla unesena na Tralfamador, měla s Billym dítě.
Divoký Bob
V originále Wild Bob. Je přestárlý americký plukovník, který zemřel na zápal plic. Jeho větu „Jestli někdy zabloudíte do města Cody ve Wyomingu, stačí, když se zeptáte na Divokého Boba!“ si Billy často opakoval pro sebe, kvůli povzbuzení.
Eliot Rosewater
Spolubydlící Billyho Pilgrima z nemocnice, který, stejně jako Pilgrim, měl strašné vzpomínky na válku. Svého spolubydlícího přitáhl k science fiction a hlavně k Kilgoru Troutovi. Postava Eliota Rosenwatera se objevuje i v jiných Vonnegutových knihách, např. Žehnej vám Pánbůh, Pane Rosewatere

## Slohový postup
Ve vyprávění se poprvé objevuje fráze „Tak to chodí“ (v originále „So it goes“), která je významným aspektem vyprávění. Je použitá často v kontextu, kdy se mluví o smrti jako snaha posunout vyprávění k jinému tématu, memento mori, nebo vysvětlení nevysvětlitelného. Celkem se v vypravování „tak to chodí“ objevuje 106x. Tato věta se objevuje i v následujících románech (Groteska a další). Časem se „So it goes“ stalo sloganem odpůrců války ve Vietnamu.
Jako postmoderní, metafikční román, je první kapitola knihy autorova předmluva o tom jak a proč začal psát Jatka č. 5, omlouvá se že „Je tak krátká a zmatená a rozvrzaná“ protože „o masakru se nic inteligentního říct nedá. Předpokládá se, že všichni jsou mrtvi, že už nikdy nic neřeknou, že už nikdy nebudou nic chtít. Předpokládá se, že po masakru se rozhostí hluboké ticho, a taky tomu tak vždycky je“.
Podobně jako v knize Matka noc, jen ještě více, Vonnegut se pohybuje na hranici skutečnosti a fikce. Hned první věta říká: „Všechno, o čem tu bude řeč, se víceméně stalo“. Mimoto se později v ději objeví postava o které vypravěč řekne: „Byl jsem to já. Já to byl. Já, autor téhle knížky“.
V příběhu je také několik zmínek o skutečných i vymyšlených knihách a pořadech. Např. Billy čte knihu „Údolí loutek“ a i tralfamadorské romány, nebo se účastní rozhlasového pořadu o tom zda je román mrtev.

## Kritika
O hlavní události, náletu na Drážďany Kurt Vonnegut píše: (překlad Jaroslav Kořán)
Zastánci nukleárního odzbrojení zřejmě věří, že kdyby dosáhli svého cíle, stala by se válka přijatelnější a slušnější. Udělají dobře, když si přečtou tuto knihu a zamyslí se nad osudem Drážďan, kde zahynulo 135 000 lidí při leteckém náletu provedeném konvenčními zbraněmi. Nálet amerických bombardérů na Tokio v noci 9. března 1945, při němž bylo použito zápalných a vysoce explozívních bomb, způsobil smrt 83 793 lidi. Atomová bomba svržená na Hirošimu zabila 71 379 lidí.

Historiky je obvykle uváděno 18 000 až 25 000 obětí.

## Adaptace
V roce 1972 natočil George Roy Hill stejnojmenný film který, ač u filmových kritiků oblíben, nebyl divácky úspěšný. Na festivalu v Cannes získal cenu poroty (Prix du Jury) (1972) a také dostal ceny Hugo a Saturn. Hlavním kameramanem v tomto filmu byl Čech, Miroslav Ondříček a ve filmu jako kulisa posloužila řada pražských zákoutí: Hlavní nádraží, Malá Strana (průvod zajatců drážďanskou ulicí), Holešovická tržnice (jatka č. 5), Právnická fakulta (Tralfamadorské shromáždění)  a natáčelo se také v Mostě (Drážďany po náletu)
Guillermo del Toro oznámil, že chystá remake původního filmu na počátek roku 2011. Dodržení tohoto termínu je ale nepravděpodobné, protože je zaneprázdněn prací na filmu Hobit.

V roce 1996 se román dočkal uvedení v Chicagu pod režií Erica Simonsona.

## Seznam českých vydání
(Údaje získány z  a )
- 1973 – Mladá fronta v edici Kapka, brožovaná vazba
- 1994 – Volvox Globator, vázané
- 1997 – Volvox Globator, vázané
- 2002 – Alpress, s papírovým přebalem
- 2008 – Argo, vázané

### Seznam slovenských vydání
Do slovenštiny přeložil knihu Karol Dlouhý a vyšla pod jménem „Bitúnok č. 5, alebo Detská križiacka výprava“
- 1973 – Tatran
- 2001 – Slovart
- 2004 – Petit Press v edici Svetová knižnice SME
- 2004 – Petit Press v edici Svetová knižnice SME